# 1391 Carelia
Az 1391 Carelia (ideiglenes jelöléssel 1936 DA) a Naprendszer kisbolygóövében található aszteroida. Yrjö Väisälä fedezte fel 1936. február 16-án, Turkuban.